# 向日市立第3向陽小学校
向日市立第3向陽小学校（むこうしりつ だいさんこうようしょうがっこう）は、京都府向日市森本にある市立小学校。

## 概要
向日市の中央部に位置し、向日市で3番目の小学校として向陽小学校および第２向陽小学校から分離・開校した。

## 沿革
- 1971年4月 - 開校
- 1971年7月 - プール竣工
- 1972年2月 - 校舎を増築 校歌を制定
- 1972年10月 - 市制施行により向日市立第3向陽小学校へ改称
- 1975年4月 - 第5向陽小学校開校に伴い校区を変更
- 1990年10月 - グラウンドに夜間照明施設設置
- 2001年3月 - コンピューター教室設置

## 主な進学先
- 向日市立寺戸中学校
- 向日市立勝山中学校

## 交通
- JR京都線 向日町駅下車
- 阪急京都本線 東向日駅下車

## 通学区域が隣接している学校
- 向日市立第5向陽小学校
- 向日市立向陽小学校
- 向日市立第6向陽小学校
- 向日市立第4向陽小学校
- 京都市立久世西小学校
- 京都市立大藪小学校